# Flavi Sàlia
Flavi Sàlia (en llatí Flavius Salia) va ser un magistrat romà del segle iv.
Va ser Magister equitum amb Flavi Juli Constant l'any 344, i nomenat cònsol sota Constanci II l'any 348, juntament amb Flavi Filip. El poeta Prudenci va néixer sota el seu consolat, segons diu a la introducció de les seves obres.